# منصور صارمی
منصور صارمی (۱۳۱۳ – ۴ آبان ۱۳۷۸) موسیقی‌دان و نوازندهٔ سنتور اهل ایران بود.
عمدهٔ شهرت او، به واسطهٔ اجراهایی است که به عنوان تکنواز سنتور در رادیو ایران داشته است. شاخص‌ترین اثر او پس از انقلاب ۱۳۵۷، آلبوم همایون مثنوی با آواز محمدرضا شجریان است.

## زندگی‌نامه
منصور صارمی به سال ۱۳۱۳ در لشت نشاء از توابع شهرستان رشت متولد شد و هنوز دو سال از زندگیش نگذشته بود که پدرش را از دست داد و تحت سرپرستی برادرش، ابوالقاسم صارمی روزگار را سپری کرد.
پس از چندی، وی همراه مادر، برادر و خواهر خود به تهران آمد. در همین دوران، برادر او برای سرگرمی خود یک سنتور خریده و روزها می‌نواخت. زمانی که ابوالقاسم از خانه بیرون می‌رفت، منصور ساز او را برداشته و پیش خود به ساز زدن می‌پرداخت. همین علاقه و پشتکار موجب شد که پیشرفتی قابل تحسین در نواختن این ساز داشته باشد؛ طوری که برادرش در نواختن از او باز ماند.
ابوالقاسم صارمی نزد کسی با نام مش سیف‌الله که سنتور را سینه به سینه آموخته بود و در همدان ساز می‌ساخت، تعلیم می‌گرفت. او، زمانی که از استعداد و علاقه برادرش به نواختن ساز آگاه شد سنتور خود را به وی بخشید و منصور را جهت شاگردی نزد مش سیف‌الله برد. منصور صارمی مدت چهار سال نزد این شخص به فراگرفتن و نواختن سنتور ادامه مشغول بود.
منصور پس از آشنایی با احمد ابراهیمی -از شاگردان غلامحسین بنان که در فرهنگ و هنر به هنرآموزان آموزش آواز می‌داد- نواختن ردیف‌های آواز موسیقی ایرانی را آغاز کرد و دیری نگذشت که احمد ابراهیمی، وی را به مرتضی خان محجوبی معرفی کرد. او چند سال زیر نظر محجوبی تمرین کرد و در این دوره، با صلاحدید استاد خود، سنتور را به گونه‌ای کوک می‌کرد که نت‌های پیانو روی آن پیاده می‌شد. از آثار او در این ایام چهارمضراب‌ها و ضربی‌هایی به جا مانده است.
چندی بعد منصور صارمی با نورعلی خان برومند آشنا و مدت چهار سال نیز از محضر وی بهره‌مند شد. در منزل برومند چهارمضراب‌های حبیب سماعی را به خوبی آموخت اما در پی فراگیری نت نرفت مگر چند صباحی که در ارکستر ابراهیم خان منصوری همکاری داشت.
منصور صارمی مدتی تک‌نواز برنامه‌های کارگران بود و پس از مدتی توسط رهی معیری برای شرکت در برنامه گل‌های جاویدان و سایر برنامه‌های مشابه، دعوت شد. نخستین برنامه‌ای که در مجموعه گل‌های جاویدان اجرا کرد با حبیب‌الله بدیعی بود و پس از آن به مدت ۱۰ سال در برنامه گل‌ها با سایر هنرمندان این برنامه همکاری داشت.
صارمی جهت اعتلاء و شناساندن سنتور، به کشورهای پاکستان، افغانستان، ترکیه، امارات متحده عربی، کویت و اردن مسافرت و برنامه‌هایی را در رادیوهای این کشورها اجرا کرد. همچنین او در بدیهه‌نوازی خدمت شایانی به موسیقی سنتی ایران نمود.
به گفته خودش، بسیار تحت تأثیر ساز مرتضی محجوبی بود و نواخته‌های ایشان نیز رنگ و بویی از پیانوی مرتضی محجوبی را داراست.
منصور صارمی در ۴ آبان‌ماه ۱۳۷۸، بر اثر بیماری سرطان در تهران درگذشت

## آلبوم‌ها
- همایون‌مثنوی، ساز و آواز همایون و مرکب خوانی - اجرای خصوصی به همراه آواز محمد رضا شجریان: این اثر در آذر سال ۱۳۶۳ اجرا و در سال ۱۳۷۴ توسط شرکت دل‌آواز منتشر شد. این اثر در دستگاه همایون و مرکب‌خوانی اجرا شده است.